# Linia kolejowa nr 229
Linia kolejowa nr 229 Pruszcz Gdański – Łeba – jednotorowa, prawie w całości niezelektryfikowana linia kolejowa znaczenia miejscowego łącząca Pruszcz Gdański z Łebą. Na większości trasy jest ona nieprzejezdna lub jeżdżą po niej tylko drezyny ręczne. Ruch pasażerski prowadzony jest na odcinku Lębork – Łeba (sezonowo) i Kartuzy – Glincz (i dalej do Gdańska).
W latach 2022–2023 odbudowano linię od Glincza do Starej Piły, co w połączeniu z biegnącą do Kokoszek linią kolejową nr 234, utworzyło tzw. bajpas kartuski. Inwestycja była realizowana wspólnie przez PKP PLK oraz PKM S.A..
Franciszek Mamuszka, krajoznawca i erudyta, w przewodniku Gdańsk i okolice (1990) nazwał tę linię „najpiękniejszą trasą kolejową na Pomorzu Gdańskim”.

## Przebieg

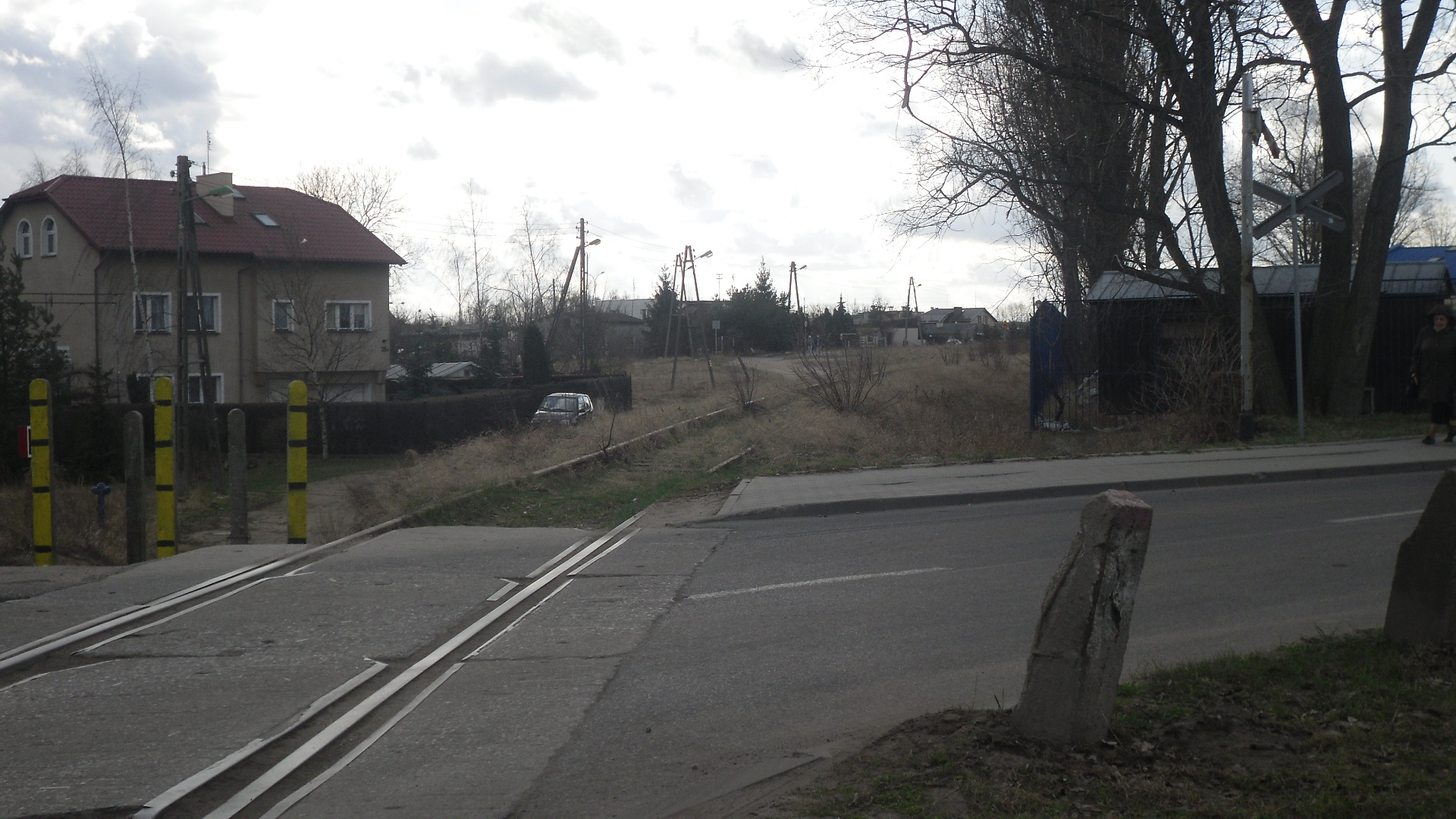
Linia kolejowa nr 229 w Pruszczu Gdańskim

Linia kolejowa nr 229 rozpoczyna się na znajdującej się w centrum miasta stacji Pruszcz Gdański. Początkowo biegnie równolegle z linią nr 9 w kierunku Warszawy, po czym odbija od niej w prawo (na zachód). Linia biegnie łukiem po południowej części Pruszcza, początkowo wzdłuż ulicy Przy Torze. Na tym odcinku znajdowały się dwie bocznice kolejowe. Ulica ta kończy się na skrzyżowaniu z Grunwaldzką. Od ulicy Zastawnej linii towarzyszy ulica Towarowa. Ulica ta biegnie wzdłuż linii do Juszkowa. Po wyjeździe z miasta linia skręca na północny zachód. Za Juszkowem tory biegną w pobliżu płynącej na północ od nich Raduni. Za Straszynem szlak odbija na zachód, przechodząc nieopodal południowych brzegów Jeziora Straszyńskiego. Za Goszynem linia skręca na południowy zachód, gdzie mając kręty przebieg dociera do Pręgowa. Z Pręgowa linia zmierza najpierw na północny zachód, a następnie na północ dochodząc od południa do Kolbud. Za Kolbudami w okolicy Łapina po minięciu jeziora linia odbija na północny wschód, po czym ponownie skręca na północny zachód. W Starej Pile znajdował się węzeł kolejowy, w którym z linią 229 łączyła się linia 234. Ze Starej Piły znacznym łukiem wybrzuszonym ku południowi linia biegnie do Żukowa. Przebiega przez słabo zaludnioną południowo-zachodnią część miasta, po czym biegnie na południe, przez kilka kilometrów równolegle z linią 201. Po pokonaniu widokowym mostem rzeki Raduni, w pobliżu miejscowości Glincz, przecina linię 201. Od lat 90. XX wieku do przełomu 2014/2015 linie te nie posiadały bezpośredniego połączenia (linia 229 biegnie wiaduktem nad linią 201). Linia 229 biegnie następnie łukiem do Dzierżążna, a dalej krętym przebiegiem na zachód i od strony południowej dociera do Kartuz.

## Historia

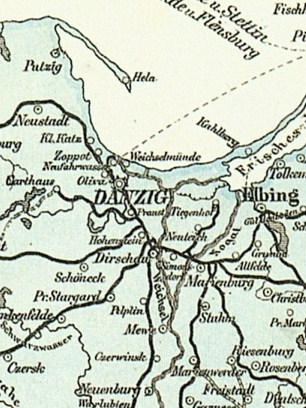
Odcinek Pruszcz Gdański - Kartuzy na mapie z 1899

Linia powstała w trzech etapach. W 1886 otworzono pierwszą część linii z Pruszcza Gdańskiego do Kartuz. Trzynaście lat później, w 1899, zostały oddane do użytku tory pomiędzy Lęborkiem i Łebą, natomiast w 1905 otworzono brakujący odcinek z Kartuz do Lęborka.
W latach 70. i 80. XX wieku na linii kursowały wagony silnikowe SN61; wycofano je z tej linii pod koniec lat 80. W latach 90. na linii pojawiły się SP42/SU42/SM42+2x120A oraz szynobusy SA102.
Ruch pociągów osobowych na odcinku Pruszcz Gdański – Kartuzy zawieszono w 1994, a na odcinku Kartuzy – Lębork w 2000. W latach 2004–2006 odcinek Lębork – Łeba obsługiwał SA109-006, od 2006 zastąpiony przez SA103 oraz SA132. Obecnie (czerwiec 2019) na linii kursują SZT SA137, SA138, SA133 oraz SA136.
W 2008 pojawiły się plany, aby w ciągu dwóch lat przywrócić ruch pasażerski na odcinku z Pruszcza Gdańskiego do Goszyna, a w przyszłości także do Kolbud.
W czerwcu 2011 władze miasta Pruszcza Gdańskiego rozpisały przetarg na opracowanie studium wykonalności rewitalizacji fragmentu linii na odcinku do Kartuz z uwzględnieniem pięciu wariantów; najprostszy przewiduje połączenie stolicy powiatu gdańskiego z Goszynem, a najbardziej zaawansowany z Kartuzami przy jednoczesnym podniesieniu parametrów eksploatacyjnych linii i utworzeniu dodatkowych przystanków. Dodatkowym elementem najdroższego wariantu rewitalizacji jest dostosowanie linii do przewozów towarowych.
W związku z budową Pomorskiej Kolei Metropolitalnej postanowiono, że fragment linii 229 między Glinczem a Kartuzami będzie wykorzystywany przez pociągi kursujące z Gdańska i Gdyni do Kartuz. Aby umożliwić na tym odcinku ruch pociągów, wiosną 2014 rozpisano przetarg na jego modernizację w terminie do 29 maja 2015. Do przetargu stanęło 6 firm. Najkorzystniejszą ofertę złożyło polsko-hiszpańskie konsorcjum Val Bud i Construcciones y Obras Ayasa, które zaproponowało kwotę 26,1 mln zł. Kwota ta przekroczyła o 1,5 mln kosztorys PKP PLK.
Modernizacja odcinka Glincz – Kartuzy rozpoczęła się w styczniu 2015, a zakończyła 30 września tego samego roku. W ramach prac przebudowano torowisko oraz perony w Kartuzach i Dzierżążnie, odnowiono wiadukt koło Glincza oraz przebudowano szereg przejazdów kolejowo-drogowych, dokonując wymiany ich nawierzchni oraz instalacji samoczynnej sygnalizacji przejazdowej i rogatek. 1 października 2015 nastąpiło wznowienie ruchu pasażerskiego na tym odcinku (uruchomiono 18 par pociągów).
25 września 2017 PKP PLK podpisały ze spółką Egis Poland umowę na opracowanie dokumentacji projektowej elektryfikacji linii nr 229 na odcinku Glincz – Kartuzy, a w 2018 podjęły decyzję o remoncie w 2019 odcinka Glincz – Stara Piła (- Gdańsk Kokoszki), niezbędnego dla zachowania ciągłości połączenia Gdańsk – Kartuzy w czasie remontu linii kolejowej nr 201. Ogłoszenie przetargu na modernizację tego odcinka (pozbawionego mijanek) nastąpiło w 2019, jednak z uwagi na przekroczenie planowanego budżetu przez oferentów (najtańsza oferta w wysokości 216 mln zł przekroczyła budżet inwestycji o 35 mln zł) został on unieważniony. Nowy przetarg, z ograniczonym zakresem robót, ale z przewidzianą do realizacji mijanką w Kokoszkach, ogłoszono w maju 2020. 26 lutego 2021 PKP Polskie Linie Kolejowe podpisały umowę z konsorcjum firm Rajbud i Torhamer na wykonanie projektu i realizację prac budowlanych w ramach inwestycji przygotowanie linii kolejowych nr 234 na odcinku Gdańsk Kokoszki – Stara Piła oraz nr 229 na odcinku Stara Piła – Glincz jako trasy objazdowej o wartości 91,5 mln zł netto (tzw. bajpas kartuski). Prace te zakończyły się w 2023.
W listopadzie 2021 podpisano kolejną umowę na budowę przystanku Otomino.
We wrześniu 2021 podpisano umowę na modernizację linii kolejowej Glincz – Kartuzy. Prace nad modernizacją odcinka Glincz – Kartuzy zakończono 11 marca 2024 roku. Podczas prac na odcinku tym przygotowano pale pod montaż słupów sieci trakcyjnej w przyszłej elektryfikacji.
W planach jest modernizacja odcinków Lębork – Łeba i Kartuzy – Sierakowice. 9 stycznia 2019 samorząd województwa pomorskiego podpisał z PKP PLK SA umowę na wykonanie dokumentacji projektowej drugiego odcinka (Kartuzy – Sierakowice). W czerwcu 2019 wyrażono chęć reaktywacji odcinka Pruszcz Gdański – Stara Piła. W kwietniu 2020 rozpoczęła się wycinka drzew i krzewów na odcinku Kartuzy – Sierakowice w celu przeprowadzenia prac geodezyjnych i geotechnicznych.
9 lutego 2022 w Niestępowie oddano do użytku nowy wiadukt o długości 24 m długości i szerokości 12,3 m, zrealizowany kosztem 4,8 mln zł.
W sierpniu 2023 PKP PLK ogłosiły przetarg na realizację zadania Odcinek B – Roboty budowlane na linii kolejowej nr 201 odc. Somonino – Gdańsk Osowa w ramach projektu Prace na odcinku Kościerzyna - Gdynia wraz z elektryfikacją linii kolejowej nr 229 w ramach projektu Prace na odcinku Glincz – Kartuzy – faza II.
20 września 2024 roku podpisano umowę z konsorcjum firm Pomorskie Przedsiębiorstwo Mechaniczno-Torowe Sp. z o.o.; TRAKCJA S.A.; Zakład Robót Komunikacyjnych – DOM w Poznaniu sp. z o.o. na elektryfikację odcinka Glincz–Kartuzy. W grudniu tego samego roku został ogłoszony przetarg na modernizację nieczynnej obecnie trasy z Kartuz do Lęborka.

## Infrastruktura
Na całej długości linia jest jednotorowa i w większości niezelektryfikowana.

### Węzły
| Nazwa lub stacja węzłowa | Schemat węzła | Linie i kierunki                              |
| ------------------------ | ------------- | --------------------------------------------- |
| Pruszcz Gdański          |               | 9 Warszawa, Gdańsk                            |
| Stara Piła               |               | 234 Gdańsk                                    |
| Kartuzy                  |               | 214 Somonino (linia 201, Gdynia/Kościerzyna)  |
| Lębork                   |               | 202 Gdańsk, Stargard 237 Bytów (zlikwidowana) |
| Garczegorze              |               | 230 Wejherowo (nieczynna)                     |
| Wrzeście                 |               | Bargędzino (zlikwidowana)                     |

### Stacje i przystanki kolejowe
| Nazwa                | Zdjęcie | Liczba krawędzi peronowych | Infrastruktura                                                                            | Źródło |
| -------------------- | ------- | -------------------------- | ----------------------------------------------------------------------------------------- | ------ |
| Pruszcz Gdański      |         | 4                          | kasy biletowe wiata urządzenia nagłaśniające                                              | [ 27 ] |
| Juszkowo             |         | 1                          |                                                                                           | [ 28 ] |
| Straszyn Prędzieszyn |         | 2                          |                                                                                           | [ 29 ] |
| Goszyn               |         | 1                          |                                                                                           | [ 30 ] |
| Bielkowo             |         | 1                          |                                                                                           | [ 31 ] |
| Pręgowo Gdańskie     |         | 1                          |                                                                                           | [ 32 ] |
| Kolbudy              |         | 2                          |                                                                                           | [ 33 ] |
| Łapino Kartuskie     |         | 2                          |                                                                                           | [ 34 ] |
| Niestępowo           |         | 1                          |                                                                                           | [ 35 ] |
| Stara Piła           |         | 1                          | magazyn                                                                                   | [ 36 ] |
| Otomino              |         | 1                          |                                                                                           |        |
| Żukowo Zachodnie     |         | 3                          | magazyn, rampa                                                                            | [ 37 ] |
| Dzierżążno           |         | 1                          | wiata                                                                                     | [ 38 ] |
| Kartuzy              |         | 4                          | lokomotywownia (zaadaptowana do innych celów), wieża wodna wiata urządzenia nagłaśniające | [ 39 ] |
| Prokowo              |         | 1                          |                                                                                           | [ 40 ] |
| Garcz                |         | 1                          |                                                                                           | [ 41 ] |
| Reskowo              |         | 1                          |                                                                                           | [ 42 ] |
| Miechucino           |         | 3                          |                                                                                           | [ 43 ] |
| Mojusz               |         | 1                          |                                                                                           | [ 44 ] |
| Sierakowice          |         | 3                          |                                                                                           | [ 45 ] |
| Kamienica Królewska  |         | 3                          |                                                                                           | [ 46 ] |
| Niepoczołowice       |         | 1                          |                                                                                           | [ 47 ] |
| Linia Zakrzewo       |         | 2                          |                                                                                           | [ 48 ] |
| Kętrzyno             |         | 1                          |                                                                                           | [ 49 ] |
| Nawcz                |         | 1                          |                                                                                           | [ 50 ] |
| Rozłazino            |         | 1                          |                                                                                           | [ 51 ] |
| Lębork               |         | 5                          | kasy biletowe urządzenia nagłaśniające                                                    | [ 52 ] |
| Lębork Nowy Świat    |         | 1                          |                                                                                           | [ 53 ] |
| Nowa Wieś Lęborska   |         | 1                          |                                                                                           | [ 54 ] |
| Garczegorze          |         | 4                          |                                                                                           | [ 55 ] |
| Lędziechowo          |         | 1                          |                                                                                           | [ 56 ] |
| Wrzeście             |         | 2                          |                                                                                           | [ 57 ] |
| Steknica             |         | 1                          |                                                                                           | [ 58 ] |
| Łeba                 |         | 1                          |                                                                                           | [ 59 ] |